# Тезія жовтоброва
Тезія жовтоброва (Tesia cyaniventer) — вид горобцеподібних птахів родини Cettiidae.

## Поширення
Вид в Південно-Східній Азії від східних Гімалаїв до півдня Китаю та Індокитаю. Його природними середовищами існування є субтропічні гірські та помірні ліси.

## Опис
Дрібний птах, завдовжки 8-10 см, вага тіла до 10 грам. Розмножуються сезонно, сезон триває протягом травня - липня. Відкладають в середньому по 3-5 яєць. У виді Тезії жовтобрової обидві статі висиджують кладку.  

## Спосіб життя
Полює на дрібних комах у підліску і на землі.